# بيريو (آن)
بيريو (بالفرنسية: Peyrieu)‏ هي بلدية فرنسية تقع في إقليم الآن في فرنسا. رمز إنسي لها هو:1294. أما الرمز البريدي لها فهو: 1300.